# Aiza Gazuyeva
Aiza Gazuyeva (Urus-Martan, 1983 - 29 de novembro de 2001) foi uma mulher chechena, conhecida por cometer um ataque suicida que matou o General Gaidar Gadzhiyev, um major-general do Exército Russo, em 29 de novembro de 2001. Apesar de ter motivação pessoal e não política, foi um dos primeiros ataques notáveis de shahidka (mulher-bomba chechena) a ocorrer na Rússia, e Gazuyeva se tornou uma figura semi-lendária entre o sentimento anti-russo na sociedade chechena.

## Contexto
Acredita-se que Aiza Gazuyeva (também transliterada como Gazueva e variavelmente conhecida como Aizan, Elza, Luisa ou Luiza) tenha nascido por volta de 1983, e tido entre 18 ou 20 anos de idade na época de sua morte. Consta que Gazuyeva perdeu 16 parentes na Segunda Guerra da Chechênia, incluindo seu marido (com quem ela se casou apenas dois meses antes), dois irmãos e um primo. Seu irmão deficiente, que havia perdido as duas pernas em uma mina terrestre na Primeira Guerra da Chechênia, foi morto a tiros sem motivo pelas tropas russas perto da casa de sua família. O comandante das forças russas na área, general Gaidar Gadzhiyev, era muito impopular entre os habitantes locais e era comumente acusado de cometer atrocidades contra civis. Supostamente, Gadzhiyev convocou Gazuyeva e matou brutalmente seu marido com uma faca e, em seguida, enfiou a cabeça dele na ferida aberta no estômago. De acordo com outra versão, o general disse a Gazuyeva que ele matou o marido dela com as próprias mãos durante um interrogatório.

## Ataque
Em 29 de novembro de 2001, Gazuyeva abordou um grupo de soldados russos, incluindo o general Gadzhiyev, em frente ao escritório do comandante militar. Alegadamente, suas últimas palavras foram: "Você me reconhece?" ou "Você ainda se lembra de mim?" ao que Gadzhiyev respondeu: "Não tenho tempo para falar com você!". Após a resposta do general, Gazuyeva detonou um pacote de granadas de mão escondido sob suas roupas. Gazuyeva e dois dos guarda-costas de Gadzhiyev morreram instantaneamente, e dois outros soldados ficaram feridos. Gadzhiyev, que usava uma jaqueta à prova de balas, foi gravemente ferido (supostamente perdendo os olhos e um braço) e morreu devido aos ferimentos dias depois, em 1º de dezembro.

## Consequências
Uma onda de severas represálias foi lançada pelas forças russas contra a família de Gazuyeva e a população local. Soldados explodiram a casa de Gazuyeva e seus pais, bem como as casas de pelo menos quatro outras famílias, enquanto vários homens da família de Gazuyev foram detidos e espancados. Logo após o ataque, 72 pessoas foram detidas na cidade de Urus-Martan e algumas delas foram relatadas como desaparecidas. Um dia após a morte de Gadzhiyev, várias pessoas foram detidas na aldeia de Alkhan-Yurt, no distrito de Urus-Martanovsky, e algumas delas foram posteriormente encontradas mortas. Em 13 de dezembro, corpos desfigurados de vários homens mortos por artefatos explosivos foram encontrados na Chechênia e posteriormente identificados como residentes de três aldeias na região de Urus-Martan que haviam desaparecido no início de dezembro, incluindo quatro que estavam entre os detidos em Alkhan-Yurt: Lom-Ali Yunusov, seu parente Musa Yunusov, Shamil Dzhemaldayev e Aslan Taramov.